# きゃんきゃんバニー
『きゃんきゃんバニー』は、日本のゲームブランド、カクテル・ソフトが1989年に発売したアダルトゲームである。カクテル・ソフトのデビュー作であり、本作を皮切りに『きゃんきゃんバニー』シリーズとしてシリーズ化がなされた。なお、同ブランドからはシリーズ1作目『きゃんきゃんバニー』のリメイクとして、『きゃんきゃんバニー1・Primo』が1997年12月に発売されている。
本作はアダルトゲームであるにもかかわらず、女性キャラクターと親密になっていくプロセスを重視した内容となっていた。このような作風は「ナンパシミュレーション」あるいは「ナンパゲー」とも形容されている。『きゃんきゃんバニー』はリリースされた当時、美少女ゲーム業界に転換をもたらした作品とされ、恋愛シミュレーションゲームの「元祖」あるいは「源流」などと称されている。

## 制作とリリース
ゲームブランドのカクテル・ソフトは、『天使たちの午後』シリーズなどを手掛けたソフトウェア制作会社のジャストと、そのジャストから分離する形で1987年に誕生した有限会社キララを前身とし、これら2つの会社が連携して新たに興したブランドである。カクテル・ソフトは1989年に創設され、同ブランドのデビュー作として発表されたのが本作『きゃんきゃんバニー』である。
1989年6月に発売された『きゃんきゃんバニー』は、PC-8801mkIISR以降のPC-88シリーズ・PC-9801VM以降のPC-98シリーズ・X68000に向けてリリースされ、いずれの機種に対してもフロッピーディスク媒体で販売された。本作『きゃんきゃんバニー』がリリースされた1989年は、エルフによる『ドラゴンナイト』やアリスソフトの『Rance -光をもとめて-』が発売された年でもあった。カクテル・ソフトの制作者コメントによれば、特にX68000版はPCM音声や256色表示に対応させるなど、当時の美少女ゲーム業界では先進的な挑戦を行った意欲作とされている。他にもこのX68000版ではHシーンを4画面表示で進行させるシステムが実装されるなど、初代『きゃんきゃんバニー』のゲームソフトはプラットフォームごとにゲーム構成が異なっていたとも言及されている。
カクテル・ソフトは本作をリリースさせた後、物語に登場するキャラクターや設定を変えながら『スペリオール』や『スピリッツ』など後続のシリーズタイトルを発表させた。そのなかで、シリーズ1作目を時代に合わせてリメイクしたWindows用ゲーム『きゃんきゃんバニー1・Primo』を1997年12月12日にリリースさせている。リメイク版はCD-ROMにて販売され、本編にはキャラクターボイスが追加されたほか、アニメーションが付いたオープニング映像を収録し、新たに原画を描き直したことで256色のグラフィック表示を可能にさせている。

## 作風
『きゃんきゃんバニー』はゲームジャンルにおけるシミュレーションゲームあるいはアドベンチャーゲームに分類され、恋愛シミュレーションゲームのはしりとなった作品とも言及されている。本作の作風は「ナンパシミュレーション」あるいは「ナンパゲー」とも呼称され、具体的には、色恋沙汰に疎い男性主人公のところへ女の子が突然現れ、プレイヤーである主人公は彼女の助けを得て様々なヒロインを攻略していく。主人公はヒロイン達の部屋に赴き、プレイヤーは会話相手の状況や態度に応じゲーム画面中のアイテムなどをクリックすることで会話を広げ、ヒロインとの親密度を高めていく。このとき、プレイヤーのコマンド選択によってヒロインのパラメータが変動していくシステムを採っており、時には作中のミニゲーム（スロットマシン）でお金を稼ぎ、そのお金でヒロインに贈るためのプレゼントなどを購入することも必要となる。そして、ヒロインのパラメータを一定の水準まで高めると、主人公が彼女達との性行為に及ぶことができる流れとなっていた。
本作はアダルトゲームでありながらも女性との性行為ではなく女性キャラクターと親交を深めていく過程に重きが置かれたと指摘されている。また、このような作風はリリース当時の美少女ゲーム業界に変革をもたらしたとも言われ、恋愛ゲームは本作を契機として後続の『ときめきメモリアル』や『同級生』など、恋愛そのものに主眼を置いた内容へと展開したと論じる者もいる。

## ストーリー
主人公はこれまで彼女が居たことがなく、恋人がいないことを憂いていた。そこへ鏡の国からナビゲータの亜理子が現れ、魔法の手帳を授ける。手帳にはあらかじめ5人の名前が記されており、恋人となってくれるかもしれない女の子を主人公に知らせてくれる。その5人とは、中原 唯、バイク乗りの森村 美貴、女子大生の河井 麻里奈、家庭的な性格の白鳥 香、OLの渡辺 麻美である。プレイヤーの操作する主人公は5人の部屋を訪れ、ヒロインとの会話を行いパラメータを一定以上上昇させることによって情交を結ぶことができる。ゲームは彼女との同棲生活が描写されるところでエンディングを迎える。

## 登場人物
本節では、特に断りの無い場合、原則的には初代『きゃんきゃんバニー』における登場人物の説明であることに注意されたい。
亜理子（アリス）
主人公の恋路の案内人として現れる女の子。初代・リメイク作ともにウサギの耳がついたバニーガールの格好をしている。ゲームタイトルに含まれる「バニー」はこれに由来する。初代ではゲーム序盤にのみ登場し、『きゃんきゃんバニーシリーズ』では3作目の『スピリッツ』まで登場する。

中原 唯
漫画が好きで、大人しい性格でありながら、恋愛においては一途な所もある女子中学生。恋愛対象は優しい人。外見はセミロングの緑色の髪を携え、ヘアバンドを着けている。胸は小さく、主人公のことを「お兄ちゃん」と呼ぶなど喋り口調に幼さを残している。
リメイク版では主人公が家庭教師を務めている明るい性格の女の子で、体操部に所属している。趣味はピアノと読書。初代『きゃんきゃんバニー』では15歳の設定となっていたが、リメイク版では年齢不詳となっている。

森村 美貴
バイクが大好きな18歳の女子高生。さばさばしていて元気で明るい性格で、クールな人間を恋愛対象とする。
リメイク版は主人公が教習所で出会った女子校生として登場する。バイクレーサーになることを夢見ており、髪はショートカットでボーイッシュな一面があり、下級生の女の子から慕われている。

河井 麻里奈
20歳の女子大生。過激な性格をしており、自身の欲望に対して素直なところがある。面白い男性が好み。
リメイク版では、主人公が合コンで知り合った気ままな性格の女の子。裕福な家庭に生まれ、女子大の文系学部2年生として自堕落な日々を送っている。

白鳥 香
家事手伝いをしている22歳の女性。趣味は料理および洋裁で、家庭的でかつ温厚な性格をしている。
リメイク版の香は、主人公とは従姉妹の関係にある幼馴染みとして登場する。家事全般を得意とし、外見はやや幼い顔立ちをしているが、豊満な身体をしている。

渡辺 麻美
24歳のOL。普段は落ち着いた性格をしているが、何かのきっかけで大胆になる一面もある。ディスコとテニスを趣味としている。
リメイク版では主人公の家の隣に住むOLという設定で、主人公とは停電をきっかけに知り合った。クールな性格をしているが、それゆえに周りからは近づきがたい印象を持たれている。趣味はドライブとテニス。

## 批評

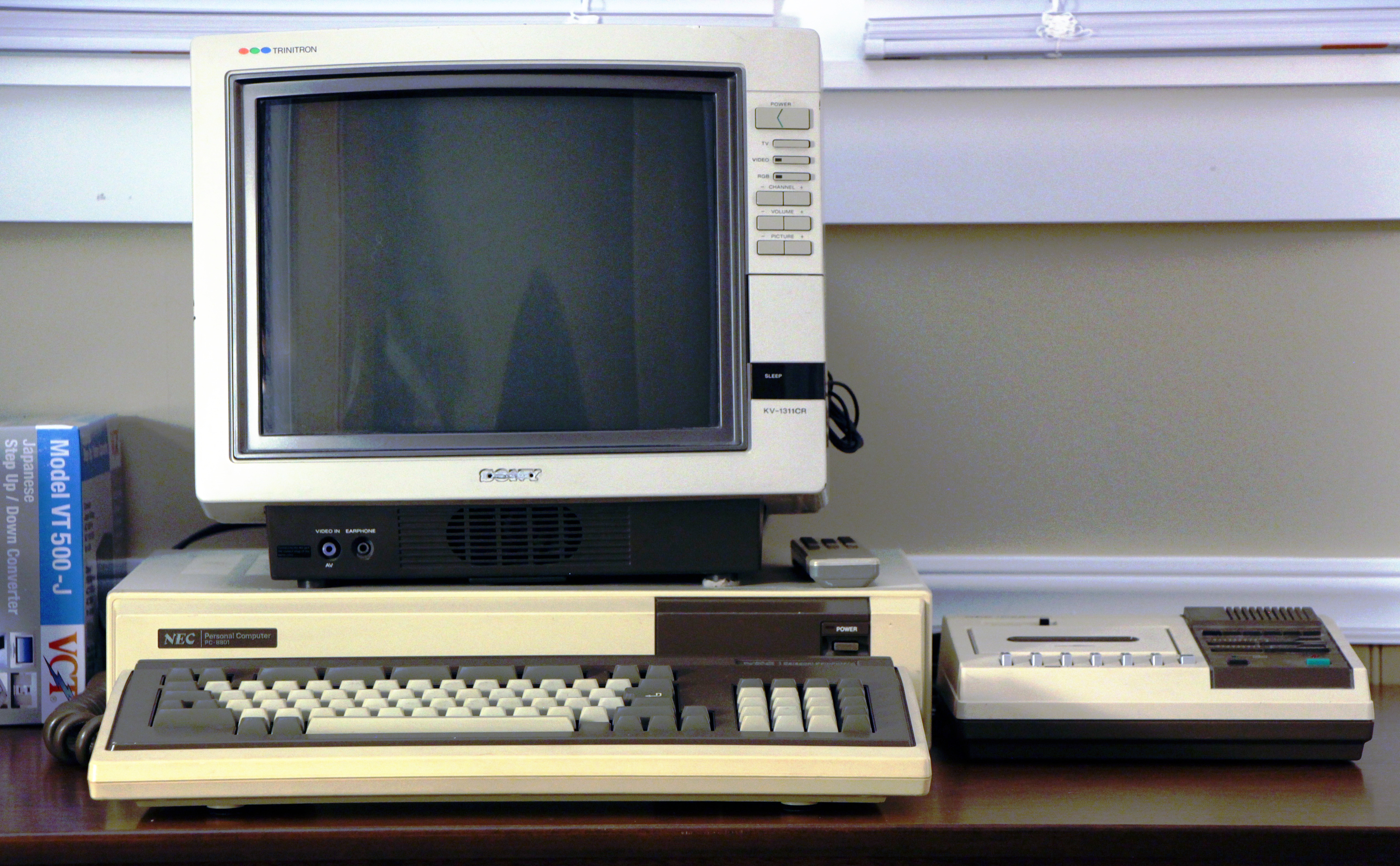
NECが開発したPC-8801（PC-8801mkIISRの先行機）

グラフィック
『きゃんきゃんバニー』のリリース当時、ゲーム業界ではオペレーティングシステムはDOSの全盛期であったとされ、200ライン・8色表示のPC-88シリーズがメジャーな動作環境となっていた。しかしながら、本作は「低解像度にも〔関わらず〕緻密な表現をしたことで定評を得ることに成功」し、「わずかな色数を、職人的な技術でカバーしていた」と言及されるなど、限られたスペックの中での制作技術が高く評価されている。なかにはリリース「当時の最高レベルであったグラフィック」と称賛した意見もあるほか、アニメーション付きのオープニングデモについては「当時としては画期的」であったと指摘する者もいる。
なお、X68000版に関しては、美少女ゲーム雑誌『PC Angel』の誌面で256色表示が「印象的」だったと掲載されているが、前述のようにHシーンは4分割で表示されたため、『エロゲー文化研究概論』を著した宮本直毅は、部分的にしかグラフィックを見ることが出来ず「少々じれったい」とコメントしている。

ゲームシステム
ゲームプレイングについては「下心まるだしのままコマンドを選択していても、女の子たちとなかなか最後まで"H"はできない」、あるいは「1箇所返事を間違えるだけで攻略不可になる」など、ヒロインの攻略難易度が決して易しくないことが指摘されている。また、女性キャラクターの反応を参考にしながらプレイヤーが会話の選択肢を選んでいくゲームシステムはリリース当時斬新であったとも言及され、時代を感じさせる作品でありながらも良質なゲーム性を伴っており、後続のシリーズ作品の根幹となる部分を初代『きゃんきゃんバニー』によって確立させたとする意見もある。

ストーリー展開
プレイヤーの操作する主人公がヒロインの家を訪問し、好感度を上げた上で彼女達との性交渉を図るというゲーム展開に関しては、主人公のふるまいを「コスプレ風俗のような潔い割り切りかた」と揶揄する者もいる一方、キャラクターの日常生活に焦点を当てた点については、プレイヤーの没入感を高めたとも評価されている。Hシーンに関しては、現実味のある「臨場感溢れる演出」がなされていると『PC Angel』誌によって言及されている。
そのほか、IGN Japanの編集部・歐陽宇亮は本作を1989年のベストゲームに選出した上で、「簡単なゲームプレイはかなり楽しく、恋愛ゲームの祖とされる乱暴な「天使たちの午後」より過程が丁寧である」・「物語自体は“原始的”だが、一部のセリフは感動的で、雰囲気作りも優れたところがある」と独自の考証を行っている。なお、同氏は2017年に発売された『サマーレッスン：新城ちさと 七曜のエチュード』についてレビューした記事の中で『きゃんきゃんバニー』との類似点を指摘し、グラフィックでは約30年後に発売された『サマーレッスン』が勝るものの、『きゃんきゃんバニー』の方がより物語に起伏を持たせた作品であると比量している。

キャラクター
年齢設定を筆頭に、ヒロインのキャラクター性の振れ幅は豊富であったと言及されており、中にはいずれのキャラクターも現実世界の女性に寄せた性格をしていると指摘した者もいる。
アンケート
アダルトゲーム雑誌BugBugの2022年のアンケート「あなたが美少女ゲームにハマるきっかけになったタイトルは？」において、「きゃんきゃんバニーシリーズ」が5位となった。